# Мухоловка лендуйська
Мухоло́вка лендуйська (Muscicapa lendu) — вид горобцеподібних птахів родини мухоловкових (Muscicapidae). Мешкає в регіоні Африканських Великих озер. Гірська мухоловка раніше вважалася конспецифічною з лендуйською мухоловкою.

## Опис
Довжина птаха становить 12-13 см. Верхня частина тіла рівномірно сіро-коричнева, нижня частина тіла сірувата, горло і гузка світліші. Дзьоб знизу жовтий.

## Поширення і екологія
Лендуйські мухоловки мешкають на сході Демократичної Республіки Конго (плато Ленду), на південному заході Уганди (ліс Бвінді) і на південному заході Кенії (Какамега, Нанді), мождливо, також в Руанді. Вони живуть в густих вологих гірських тропічних лісах, на висоті від 1470 до 2150 м над рівнем моря. Живляться комахами.

## Збереження
МСОП класифікує цей вид як вразливий. Лендуйським мухоловкам загрожує знищення природного середовища.